# Josef Arens (Fußballspieler)
Josef Arens (* 25. April 1921; † unbekannt) war ein deutscher Fußballspieler.

## Karriere

### Vereine
Arens gehörte dem TuS Helene Altenessen als Stürmer an, für den er von 1940 bis 1943 in der Gauliga Niederrhein, eine von 16 Gauligen in der Zeit des Nationalsozialismus als einheitliche höchste Spielklasse im Deutschen Reich, Punktspiele bestritt. Am Ende seiner Premierensaison gewann er mit seiner Mannschaft mit einem Punkt vor Rot-Weiss Essen seinen ersten regionalen Meistertitel. Dieser berechtigte zur Teilnahme an der Endrunde um die Deutsche Meisterschaft, in der er alle sechs Spiele der Gruppe 3 bestritt. Er debütierte am 6. April 1941 im Frankfurter Riederwaldstadion beim 1:1-Unentschieden gegen Kickers Offenbach und erzielte am 4. und 18. Mai, beim 2:2-Unentschieden gegen den FC Mülhausen 93 und beim 6:1-Sieg über den VfL Köln 1899 jeweils ein Tor. Seine letzten beiden Spielzeiten für den Verein beendete er als Sechst- und Zweitplatzierter. Im 1935 eingeführten Wettbewerb um den Tschammerpokal, dem Pokalwettbewerb für Vereinsmannschaften, debütierte er am 13. Juli 1941 in Duisburg beim torlosen Unentschieden n. V. gegen den Sportverein Westende. In dem eine Woche später im heimischen Stadion Bäuminghausstraße ausgetragenen Wiederholungsspiel, das mit 2:4 verloren wurde, erzielte er mit dem Treffer zum 1:1 in der 29. Minute sein einziges Tor.
Nach dem Ende des Zweiten Weltkriegs spielte er für den VfL Osnabrück von 1948 bis 1950 in der seit der Saison 1947/48 erstmals ausgetragenen Oberliga Nord. Als Drittplatzierter aus seiner zweiten Saison hervorgegangen, war er mit seinem Verein auch als Teilnehmer an der Endrunde um die Deutsche Meisterschaft vertreten. Am 21. Mai 1950 bestritt er in Köln bei der 1:2-Niederlage gegen den VfB Stuttgart sein einziges Endrundenspiel für den Verein. Anschließend folgten zwei Spielzeiten beim Ligakonkurrenten Eintracht Braunschweig, der zunächst mit Platz 10 die Klasse halten konnte, danach als Vierzehnter von 16 teilnehmenden Mannschaften in die 1. Amateurliga absteigen musste. Seine letzten beiden Spielzeiten bestritt er für den SV Wiesbaden in der 2. Oberliga Süd und beendete sie als Neunter und Vierzehnter.

### Auswahlmannschaft
Als Spieler der Gauauswahlmannschaft Niederrhein nahm er 1942 am Wettbewerb um den Reichsbundpokal teil. Nachdem seine Mannschaft sich im Achtelfinale mit 3:1 über die Gauauswahlmannschaft Baden, im Viertelfinale mit 6:2 über die Gauauswahlmannschaft Kurhessen und im Halbfinale mit 1:0, das er in der 46. Minute erzielte, über die Gauauswahlmannschaft Donau-Alpenland durchzusetzen wusste, bestritt er auch das am 15. November 1942 im Essener Uhlenkrugstadion mit 2:1 über die Gauauswahlmannschaft Nordmark gewonnene Finale.

## Erfolge
- Gaumeister Niederrhein 1941
- Reichsbundpokal-Sieger 1942